# Allow Us to Be Frank
Allow Us to Be Frank – piąty album irlandzkiego zespołu Westlife wydany w 2004 roku. Na płycie znajdują się utwory wykonywane niegdyś przez Franka Sinatrę.
Trzy utwory: "Ain't That A Kick In The Head", "Smile" i "Fly Me To The Moon" zostały wydane jako single radiowe oraz w wersji Digital Download.

## Spis utworów
| #  | Tytuł                            | Autor                                          | Długość |
| -- | -------------------------------- | ---------------------------------------------- | ------- |
| 1  | Ain't That A Kick In The Head    | Sammy Cahn, Jimmy Van Heusen                   | 2:27    |
| 2  | Fly Me to the Moon               | Bart Howard                                    | 2:31    |
| 3  | Smile                            | Charles Chaplin, Geoffrey Parsons, John Turner | 2:50    |
| 4  | Let There Be Love                | Ian Grant, Lionel Rand                         | 2:45    |
| 5  | The Way You Look Tonight         | Jerome Kern, Dorothy Fields                    | 4:07    |
| 6  | Come Fly With Me                 | Cahn, Van Heusen                               | 3:15    |
| 7  | Mack the Knife                   | Marc Blitzstein, Bertolt Brecht, Kurt Weill    | 3:10    |
| 8  | I Left My Heart In San Francisco | George Cory, Douglas Cross                     | 2:59    |
| 9  | Summer Wind                      | (Hans Bradtke, Henry Mayer, Johnny Mercer      | 2:58    |
| 10 | Oh My Darling, Clementine        | Woody Harris, Percy Montrose                   | 3:19    |
| 11 | When I Fall In Love              | Edward Heyman, Victor Young                    | 3:09    |
| 12 | Moon River*                      | Johnny Mercer, Henry Mancini                   | 3:09    |
| 13 | That's Life                      | Kelly Gordon, Dean Kay                         | 3:13    |

* Utwór "Moon River" znajduje się tylko na angielskiej wersji albumu.

## Pozycje na listach
| Kraj            | Najwyższa pozycja |
| --------------- | ----------------- |
| Świat           | 19                |
| Belgia          | 25                |
| Dania           | 15                |
| Irlandia        | 1                 |
| Holandia        | 32                |
| Szwecja         | 5                 |
| Szwajcaria      | 75                |
| Wielka Brytania | 3                 |